# الشيخ ريمون
ريمون ليريس (بالفرنسية: Raymond Leyris)‏ المعروف بالشيخ ريمون (27 جويلية 1912 - 22 جوان 1961 بقسنطينة) موسيقي يهودي جزائري، يعتبر واحد من رواد الأغنية العربية الأندلسية المعروفة بالمالوف، ويعزف على العود، وهو مغني ذو سمعة طيبة من طرف العرب واليهود.
هو من أب يهودي جزائري من باتنة وأم فرنسية.ترك من طرف عائلته في خضم الحرب العالمية الثانية وتبنته عائلة يهودية فقيرة. سجل أكثر من ثلاثين ألبوم ما بين 1956 و 1961 بمعية جوقه. وكان إنريكو ماسياس من بين تلامذته وهو أيضا زوج ابنته سوزي. اغتيل الشيخ رايموند يوم 22 جوان 1961 برصاصة في العنق بينما كان يتجول مع ابنته فيفيان في سوق قسنطينة المعروف بسوق العصر.كان لاغتياله علاقة بموقفه المناهض لإستقلال الجزائر من فرنسا. كان لاغتياله أثر بليغ على الطائفة اليهودية الجزائرية التي بدأت منذئذ بالهجرة نحو فرنسا.